# Azurit
Azurit là một khoáng vật cacbonat của đồng có ký hiệu hóa học là Cu3(CO3)2(OH)2, màu lam sẫm, mềm được tạo thành từ phong hóa quặng đồng. Vào đầu thế kỷ 19 nó được biết đến như là chessylit theo tên của vị trí điển hình tại Chessy-les-Mines gần Lyon, Pháp. Khoáng vật này được biết đến từ thời cổ đại và được đề cập trong Naturalis Historiae (Lịch sử tự nhiên) của Pliny Già với tên gọi trong tiếng Hy Lạp là kuanos (κυανός: "lam sẫm", gốc của các từ như cyan hay cian trong một số ngôn ngữ châu Âu) và tên gọi tiếng Latinh caeruleum. Màu xanh lam của azurit là rất sẫm và trong, và vì lý do này mà kể từ thời cổ đại thì người ta đã có xu hướng gắn liền khoáng vật này với màu xanh lam sẫm của các hoang mạc có độ ẩm thấp và màu của bầu trời mùa đông. Tên gọi azurit phản ánh sự gắn kết này, do cả azurit và các từ để chỉ màu xanh da trời (thiên thanh) trong một số ngôn ngữ châu Âu như azure, azzurro, azur, αζούρ đều phát sinh thông qua tiếng Ả Rập từ tiếng Ba Tư lazhward (لاژورد), một khu vực được biết đến vì những mỏ đá màu lam sẫm khác là lapis lazuli ("đá da trời").